# Bom Jesus do Tocantins (Tocantins)
Bom Jesus do Tocantins is een gemeente in de Braziliaanse deelstaat Tocantins. De gemeente telt 2.839 inwoners (schatting 2009).